# Lehua
Lehua è una piccola isola a forma di mezzaluna nelle isole Hawaii a soli 1,1 km a nord di Niʻihau. Disabitata, l'isola ha una superficie di 1,15 km² ed è la parte terminale del cono del vulcano estinto di Niʻihau.
Amministrativamente appartiene alla contea di Kauai nello stato delle Hawaii. Fu una delle prime cinque isole avvistate dal capitano James Cook nel 1778, che la chiamò Oreehoua.
Lehua è una Riserva di Stato per gli uccelli marini. Qui sono vietate numerose attività ma non l'accesso. Lehua fornisce l'habitat ad almeno 16 specie di uccelli marini, così come ad alcuni ratti non autoctoni ed a conigli selvatici europei.
Quando le condizioni atmosferiche e le onde permettono il traghetto da Kauai, Lehua è una nota meta per lo snorkeling e l'attività subacquea. Essa è pure nota per un'insolita formazione geologica denominata the keyhole ("Il buco della serratura"): situata in uno degli stretti bracci della mezzaluna, si tratta di un alto, sottile incavo tagliato a partire da un lato, completamente fino all'altro lato del braccio.
Sul punto più alto dell'isola, Kaunuakalā, a 215 m s.l.m., la Guardia Costiera degli Stati Uniti gestisce un faro, il Lehua Rock Light.

## Immagini dell'isola

Posizione di Lehua (puntino a sinistra) rispetto a Niʻihau e Kauaʻi, nelle isole Hawaii
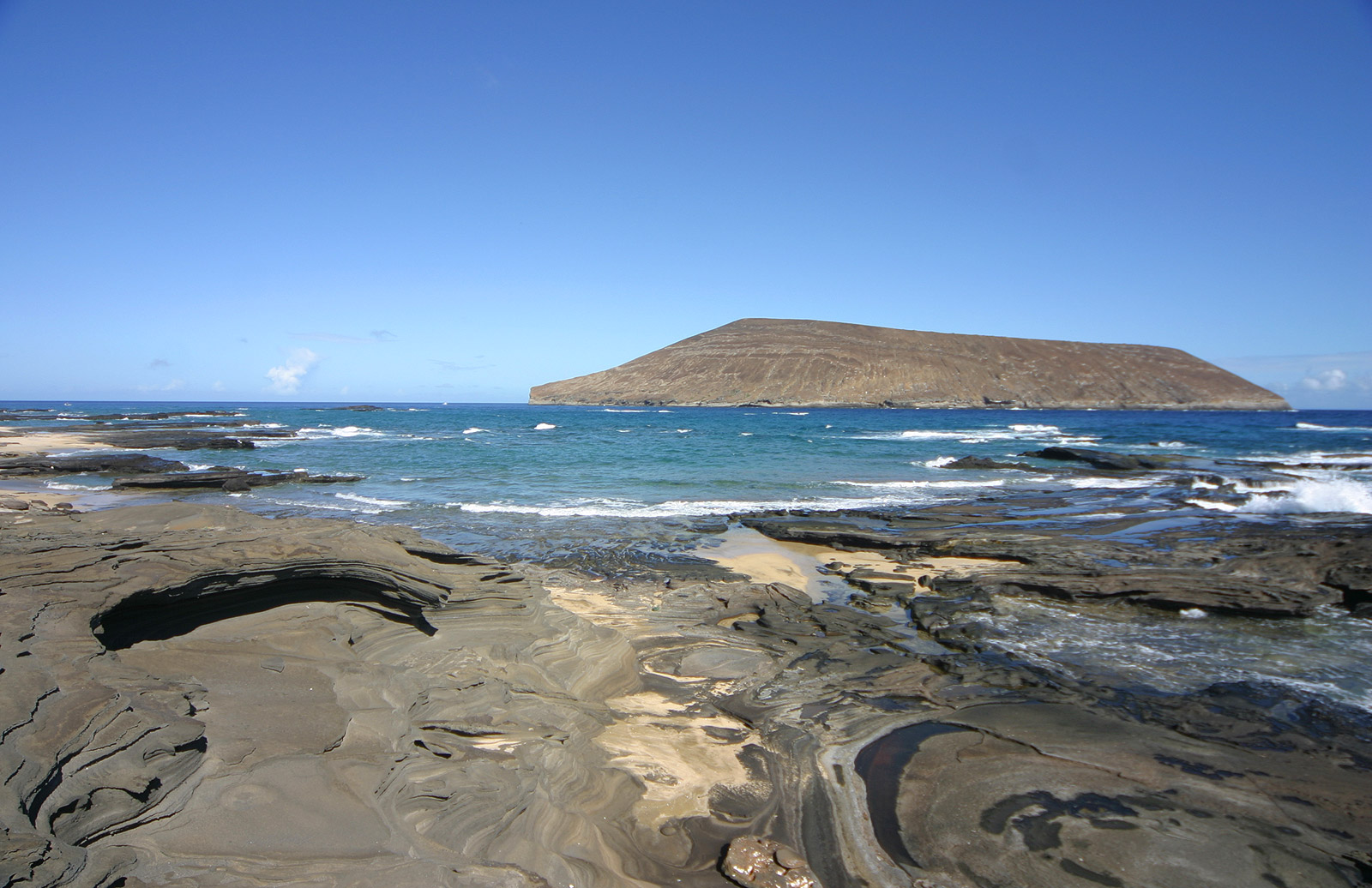
Veduta di Lehua dalla riva nord di Niʻihau
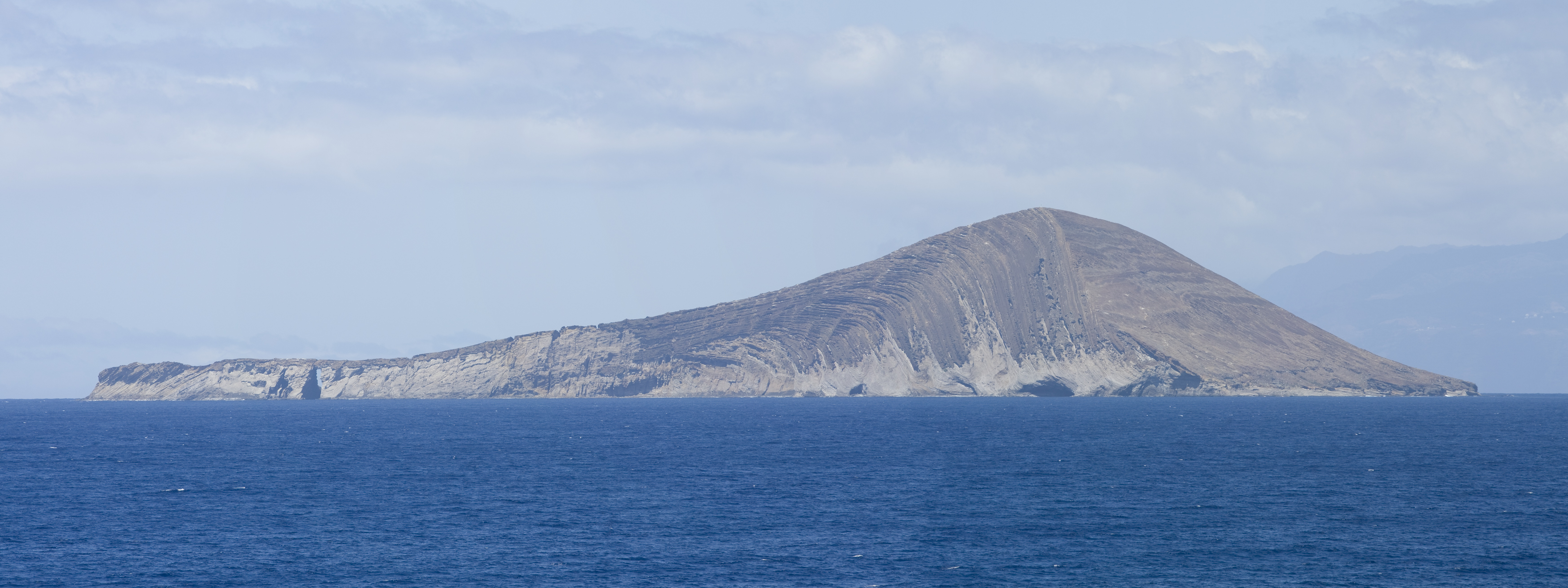
Costa occidentale di Lehua (2010)